# Mistrovství světa juniorů v ledním hokeji 2005
Mistrovství světa juniorů v ledním hokeji 2005 (MSJ 2005) se konalo od 25. prosince 2004 do 4. ledna 2005, v Ralph Engelstad Areně v Grand Forks v Severní Dakotě, a v Ralph Engelstad Areně v Thief River Falls v Minnesotě, USA. Na šampionátu zvítězil kanadský národní tým. Severoamerické a v menší míře i evropské reprezentační týmy těžily z výluky NHL, která umožnila i nominaci hráčů v ní hrajících.

## Elitní skupina

### Stadiony
| Grand Forks                                      | Minnesota                                       |
| ------------------------------------------------ | ----------------------------------------------- |
| Ralph Engelstad Arena Kapacita: 11 640 21 zápasů | Ralph Engelstad Arena Kapacita: 2 569 10 zápasů |
|                                                  |                                                 |

### Základní skupiny

#### Skupina A
| Tým          | Z | V | P | R | VG | IG | B |
| ------------ | - | - | - | - | -- | -- | - |
| 1. Rusko     | 4 | 3 | 1 | 0 | 21 | 9  | 6 |
| 2. Česko     | 4 | 3 | 1 | 0 | 16 | 9  | 6 |
| 3. USA       | 4 | 2 | 2 | 0 | 15 | 16 | 4 |
| 4. Švýcarsko | 4 | 1 | 3 | 0 | 12 | 17 | 2 |
| 5. Bělorusko | 4 | 1 | 3 | 0 | 9  | 22 | 2 |

Zápasy
| 25. prosince 2004 | Česko | 7–2 | Bělorusko | Ralph Engelstad Arena, Thief River Falls Návštěva: 543 |
|                   | Česko |     | Bělorusko |                                                        |

| Souhrn zápasu | Souhrn zápasu                                                                                                  | Souhrn zápasu | Souhrn zápasu                       | Souhrn zápasu |
| ------------- | --- | ------------- | ----------------------------------- | ------------- |
|               | Frolík 14:53 (PP1) Vrána 20:27, 59:18 (PP1) Kvapil 33:13 (PP1) Olesz 45:31 (SH1), 49:15 Petružálek 47:01 (SH1) |               | Ugarov 30:14 (PP1) Asmalouski 54:44 |               |

| 25. prosince 2004 | Rusko | 4–5 | USA | Ralph Engelstad Arena, Grand Forks Návštěva: 9,274 |
|                   | Rusko |     | USA |                                                    |

| Souhrn zápasu | Souhrn zápasu                                              | Souhrn zápasu | Souhrn zápasu                                                                    | Souhrn zápasu |
| ------------- | ---------------------------------------------------------- | ------------- | -------------------------------------------------------------------------------- | ------------- |
|               | Rylov 7:25 Širokov 18:01 (PS) Ovečkin 18:41 Pestunov 27:17 |               | Stafford 4:22 Bourque 5:45 (PP1) Fritsche 18:19, 28:40 (SH1) Schremp 23:15 (PP1) |               |

| 26. prosince 2004 | Švýcarsko | 5–0 | Bělorusko | Ralph Engelstad Arena, Grand Forks Návštěva: 8,510 |
|                   | Švýcarsko |     | Bělorusko |                                                    |

| Souhrn zápasu | Souhrn zápasu                                                  | Souhrn zápasu | Souhrn zápasu | Souhrn zápasu |
| ------------- | -------------------------------------------------------------- | ------------- | ------------- | ------------- |
|               | Wick 11:41 Romy 33:27 (SH1), 51:03 Stancescu 35:11 Kaser 39:37 |               |               |               |

| 27. prosince 2004 | Česko | 1–4 | Rusko | Ralph Engelstad Arena, Thief River Falls Návštěva: 972 |
|                   | Česko |     | Rusko |                                                        |

| Souhrn zápasu | Souhrn zápasu | Souhrn zápasu | Souhrn zápasu                                                   | Souhrn zápasu |
| ------------- | ------------- | ------------- | --------------------------------------------------------------- | ------------- |
|               | Hrdel 29:36   |               | Radulov 7:03 (PP1) Širokov 10:44 (PP1) Malkin 21:14 Lisin 47:05 |               |

| 27. prosince 2004 | USA | 6–4 | Švýcarsko | Ralph Engelstad Arena, Grand Forks Návštěva: 8,133 |
|                   | USA |     | Švýcarsko |                                                    |

| Souhrn zápasu | Souhrn zápasu                                                                                | Souhrn zápasu | Souhrn zápasu                                       | Souhrn zápasu |
| ------------- | -------------------------------------------------------------------------------------------- | ------------- | --------------------------------------------------- | ------------- |
|               | Callahan 9:36 Porter 28:18 Stafford 41:34 (PP1) Hensick 42:25 Schremp 44:07 O'Sullivan 47:06 |               | Benoît 40:45 Stancescu 41:04, 45:20 Hurlimann 44:44 |               |

| 28. prosince 2004 | Rusko | 7–2 | Bělorusko | Ralph Engelstad Arena, Thief River Falls Návštěva: 825 |
|                   | Rusko |     | Bělorusko |                                                        |

| Souhrn zápasu | Souhrn zápasu                                                                                    | Souhrn zápasu | Souhrn zápasu                  | Souhrn zápasu |
| ------------- | ------------------------------------------------------------------------------------------------ | ------------- | ------------------------------ | ------------- |
|               | Širokov 1:38 (PP1) Ovečkin 10:12 (PP1), 33:54 Vološenko 13:01, 48:04 Radulov 49:29 Nikulin 49:50 |               | Jefimenko 29:05 Zacharov 40:43 |               |

| 29. prosince 2004 | Česko | 5–2 | Švýcarsko | Ralph Engelstad Arena, Grand Forks Návštěva: 8,259 |
|                   | Česko |     | Švýcarsko |                                                    |

| Souhrn zápasu | Souhrn zápasu                                                 | Souhrn zápasu | Souhrn zápasu          | Souhrn zápasu |
| ------------- | ------------------------------------------------------------- | ------------- | ---------------------- | ------------- |
|               | Hluchý 5:13 Frolík 34:09 Vrána 36:41 Kvapil 46:02 Olesz 59:30 |               | Hurlimann 33:27, 46:45 |               |

| 29. prosince 2004 | Bělorusko | 5–3 | USA | Ralph Engelstad Arena, Grand Forks Návštěva: 8,038 |
|                   | Bělorusko |     | USA |                                                    |

| Souhrn zápasu | Souhrn zápasu                                                                  | Souhrn zápasu | Souhrn zápasu                                 | Souhrn zápasu |
| ------------- | ------------------------------------------------------------------------------ | ------------- | --------------------------------------------- | ------------- |
|               | Jefimenko 9:14 (SH1) Karaha 15:38 Savin 22:10 Kukuškin 23:26 A. Kosticyn 34:16 |               | Kessel 17:47 Stafford 39:14 (PP1) Brown 42:11 |               |

| 30. prosince 2004 | Švýcarsko | 1–6 | Rusko | Ralph Engelstad Arena, Thief River Falls Návštěva: 1,197 |
|                   | Švýcarsko |     | Rusko |                                                          |

| Souhrn zápasu | Souhrn zápasu     | Souhrn zápasu | Souhrn zápasu                                                                                   | Souhrn zápasu |
| ------------- | ----------------- | ------------- | ----------------------------------------------------------------------------------------------- | ------------- |
|               | Kaser 21:09 (PP1) |               | Vorobjov 4:58 (PP1) Pestunov 17:20 Ovečkin 27:07 (PP1), 58:16 Galimov 29:37 Mišarin 51:12 (PP1) |               |

| 30. prosince 2004 | USA | 1–3 | Česko | Ralph Engelstad Arena, Grand Forks Návštěva: 8,734 |
|                   | USA |     | Česko |                                                    |

| Souhrn zápasu | Souhrn zápasu  | Souhrn zápasu | Souhrn zápasu                   | Souhrn zápasu |
| ------------- | -------------- | ------------- | ------------------------------- | ------------- |
|               | Fritsche 39:07 |               | Olesz 12:56, 59:55 Kašpar 20:57 |               |

#### Skupina B
| Tým          | Z | V | P | R | VG | IG | B |
| ------------ | - | - | - | - | -- | -- | - |
| 1. Kanada    | 4 | 4 | 0 | 0 | 32 | 5  | 8 |
| 2. Švédsko   | 4 | 2 | 2 | 0 | 14 | 13 | 4 |
| 3. Finsko    | 4 | 2 | 2 | 0 | 10 | 15 | 4 |
| 4. Slovensko | 4 | 2 | 2 | 0 | 10 | 10 | 4 |
| 5. Německo   | 4 | 0 | 4 | 0 | 1  | 24 | 0 |

Zápasy
| 25. prosince 2004 | Slovensko | 3–7 | Kanada | Ralph Engelstad Arena, Grand Forks Návštěva: 7,540 |
|                   | Slovensko |     | Kanada |                                                    |

| Souhrn zápasu | Souhrn zápasu                                   | Souhrn zápasu | Souhrn zápasu                                                                                 | Souhrn zápasu |
| ------------- | ----------------------------------------------- | ------------- | --------------------------------------------------------------------------------------------- | ------------- |
|               | Zagrapan 32:06 (PP1) Lašček 37:35 Ölvecký 41:13 |               | Bergeron 3:55, 21:05 Crosby 10:59 (PP1), 29:52 (PP1) Carter 32:38 MacArthur 57:44, 59:52 (PS) |               |

| 25. prosince 2004 | Německo | 1–4 | Finsko | Ralph Engelstad Arena, Thief River Falls Návštěva: 752 |
|                   | Německo |     | Finsko |                                                        |

| Souhrn zápasu | Souhrn zápasu | Souhrn zápasu | Souhrn zápasu                                                                      | Souhrn zápasu |
| ------------- | ------------- | ------------- | ---------------------------------------------------------------------------------- | ------------- |
|               | Busch 44:03   |               | Makkonen 5:05 (PP1) Honkaheimo 26:47 Nokelainen 33:39 (PP1) Korpikoski 59:50 (PP1) |               |

| 26. prosince 2004 | Švédsko | 6–0 | Německo | Ralph Engelstad Arena, Thief River Falls Návštěva: 951 |
|                   | Švédsko |     | Německo |                                                        |

| Souhrn zápasu | Souhrn zápasu                                                                                | Souhrn zápasu | Souhrn zápasu | Souhrn zápasu |
| ------------- | -------------------------------------------------------------------------------------------- | ------------- | ------------- | ------------- |
|               | Persson 14:18, 49:12 (PP1) Salmonsson 20:56, 50:49 Soderberg 45:10 (SH1) Granath 54:07 (PP1) |               |               |               |

| 27. prosince 2004 | Kanada | 8–1 | Švédsko | Ralph Engelstad Arena, Grand Forks Návštěva: 10,739 |
|                   | Kanada |     | Švédsko |                                                     |

| Souhrn zápasu | Souhrn zápasu                                                                                                   | Souhrn zápasu | Souhrn zápasu          | Souhrn zápasu |
| ------------- | --- | ------------- | ---------------------- | ------------- |
|               | Carter 2:28 MacArthur 20:52 Dawes 23:39 Bergeron 32:49 Crosby 35:11 (PP1), 40:21 (PP1) Ladd 40:46 Getzlaf 52:32 |               | Fredriksson 7:29 (PP1) |               |

| 27. prosince 2004 | Finsko | 0–2 | Slovensko | Ralph Engelstad Arena, Thief River Falls Návštěva: 1,031 |
|                   | Finsko |     | Slovensko |                                                          |

| Souhrn zápasu | Souhrn zápasu | Souhrn zápasu | Souhrn zápasu                   | Souhrn zápasu |
| ------------- | ------------- | ------------- | ------------------------------- | ------------- |
|               |               |               | Bulík 34:35 Meszároš 59:01 (EN) |               |

| 28. prosince 2004 | Německo | 0–9 | Kanada | Ralph Engelstad Arena, Grand Forks Návštěva: 8,404 |
|                   | Německo |     | Kanada |                                                    |

| Souhrn zápasu | Souhrn zápasu | Souhrn zápasu | Souhrn zápasu | Souhrn zápasu |
| ------------- | ------------- | ------------- | --- | ------------- |
|               |               |               | Ladd 10:05 MacArthur 10:51 Crosby 17:46 (PP2), 54:34 Barker 18:33 (PP1) Getzlaf 26:32 Stewart 32:46, 47:12 Fraser 57:47 |               |

| 29. prosince 2004 | Finsko | 5–4 | Švédsko | Ralph Engelstad Arena, Thief River Falls Návštěva: 1,393 |
|                   | Finsko |     | Švédsko |                                                          |

| Souhrn zápasu | Souhrn zápasu                                                                                | Souhrn zápasu | Souhrn zápasu                                                     | Souhrn zápasu |
| ------------- | -------------------------------------------------------------------------------------------- | ------------- | ----------------------------------------------------------------- | ------------- |
|               | Makkonen 32:07 (PP1) Korpikoski 42:26 (PP1) Joensuu 42:36 (PP1) Hokkanen 54:10 Tukonen 54:47 |               | Ahsberg 9:11 (PP1) Nilsson 10:33 Salmonsson 30:55 Soderberg 35:18 |               |

| 29. prosince 2004 | Slovensko | 5–0 | Německo | Ralph Engelstad Arena, Thief River Falls Návštěva: 1,230 |
|                   | Slovensko |     | Německo |                                                          |

| Souhrn zápasu | Souhrn zápasu                                               | Souhrn zápasu | Souhrn zápasu | Souhrn zápasu |
| ------------- | ----------------------------------------------------------- | ------------- | ------------- | ------------- |
|               | Ružička 0:47, 7:43, 13:50 (PP1) Meszároš 40:57, 48:56 (PP1) |               |               |               |

| 30. prosince 2004 | Kanada | 8–1 | Finsko | Ralph Engelstad Arena, Grand Forks Návštěva: 9,697 |
|                   | Kanada |     | Finsko |                                                    |

| Souhrn zápasu | Souhrn zápasu                                                                                        | Souhrn zápasu | Souhrn zápasu        | Souhrn zápasu |
| ------------- | --- | ------------- | -------------------- | ------------- |
|               | Perry 4:45 (PP1), 38:45 Richards 19:38 (SH1) Carter 21:32, 34:27, 37:29 Belle 35:32 Ladd 43:06 (SH1) |               | Hietanen 53:46 (PP2) |               |

| 30. prosince 2004 | Švédsko | 3–0 | Slovensko | Ralph Engelstad Arena, Thief River Falls Návštěva: 1,325 |
|                   | Švédsko |     | Slovensko |                                                          |

| Souhrn zápasu | Souhrn zápasu                          | Souhrn zápasu | Souhrn zápasu | Souhrn zápasu |
| ------------- | -------------------------------------- | ------------- | ------------- | ------------- |
|               | Salmonsson 3:11, 33:34 Soderberg 31:51 |               |               |               |

### Skupina o udržení
| Tým           | Z | V | P | R | VG | IG | B |
| ------------- | - | - | - | - | -- | -- | - |
| 7. Slovensko  | 3 | 3 | 0 | 0 | 10 | 3  | 6 |
| 8. Švýcarsko  | 3 | 2 | 1 | 0 | 12 | 3  | 4 |
| 9. Německo    | 3 | 1 | 2 | 0 | 4  | 13 | 2 |
| 10. Bělorusko | 3 | 0 | 3 | 0 | 4  | 11 | 0 |

Poznámka: Zápasy  Švýcarsko 5–0  Bělorusko a  Slovensko 5–0  Německo byly započítány ze základních skupin.
Zápasy
| 1. ledna 2005 | Švýcarsko | 5–0 | Německo | Ralph Engelstad Arena, Grand Forks Návštěva: 7,540 |
|               | Švýcarsko |     | Německo |                                                    |

| Souhrn zápasu | Souhrn zápasu                                                     | Souhrn zápasu | Souhrn zápasu | Souhrn zápasu |
| ------------- | ----------------------------------------------------------------- | ------------- | ------------- | ------------- |
|               | Díaz 28:26 Kaser 33:28 (PP1) Schüler 39:22 Stancescu 40:53, 46:08 |               |               |               |

| 2. ledna 2005 | Slovensko | 2–1 | Bělorusko | Ralph Engelstad Arena, Grand Forks Návštěva: 7,650 |
|               | Slovensko |     | Bělorusko |                                                    |

| Souhrn zápasu | Souhrn zápasu              | Souhrn zápasu | Souhrn zápasu  | Souhrn zápasu |
| ------------- | -------------------------- | ------------- | -------------- | ------------- |
|               | Sekera 50:03 Ölvecký 56:35 |               | Zacharov 34:44 |               |

| 3. ledna 2005 | Bělorusko | 3–4 | Německo | Ralph Engelstad Arena, Grand Forks Návštěva: 7,580 |
|               | Bělorusko |     | Německo |                                                    |

| Souhrn zápasu | Souhrn zápasu                           | Souhrn zápasu | Souhrn zápasu                                                  | Souhrn zápasu |
| ------------- | --------------------------------------- | ------------- | -------------------------------------------------------------- | ------------- |
|               | Ugarov 1:29, 13:52 (PP1) Zacharov 25:22 |               | Carciola 17:15 Janzen 32:45 Kink 53:44 (PP1) Reiss 58:07 (PP1) |               |

| 3. ledna 2005 | Slovensko | 3–2 | Švýcarsko | Ralph Engelstad Arena, Grand Forks Návštěva: 7,820 |
|               | Slovensko |     | Švýcarsko |                                                    |

| Souhrn zápasu | Souhrn zápasu                         | Souhrn zápasu | Souhrn zápasu           | Souhrn zápasu |
| ------------- | ------------------------------------- | ------------- | ----------------------- | ------------- |
|               | Bulík 0:29 Ölvecký 18:13 Haščák 53:07 |               | Benoît 26:28 Romy 48:36 |               |

Týmy  Německo a  Bělorusko sestoupily do I. divize následujícího šampionátu (Mistrovství světa juniorů v ledním hokeji 2006).

### Play off
Zápasy

#### Čtvrtfinále
| 1. ledna 2005 | Česko | 3–0 | Finsko | Ralph Engelstad Arena, Grand Forks Návštěva: 7,465 |
|               | Česko |     | Finsko |                                                    |

| Souhrn zápasu | Souhrn zápasu                                      | Souhrn zápasu | Souhrn zápasu | Souhrn zápasu |
| ------------- | -------------------------------------------------- | ------------- | ------------- | ------------- |
|               | Vrána 36:57 (PP1) Olesz 43:35 (SH1) Červenka 57:58 |               |               |               |

| 1. ledna 2005 | Švédsko | 2–8 | USA | Ralph Engelstad Arena, Grand Forks Návštěva: 8,258 |
|               | Švédsko |     | USA |                                                    |

| Souhrn zápasu | Souhrn zápasu        | Souhrn zápasu | Souhrn zápasu                                                                                              | Souhrn zápasu |
| ------------- | -------------------- | ------------- | --- | ------------- |
|               | Eriksson 4:12, 33:26 |               | Porter 12:07 Stafford 23:08 Kessel 26:58, 44:15, 47:21 Schremp 51:08 (PP1) Suter 52:46 (PP1) Hensick 59:45 |               |

#### Semifinále
| 2. ledna 2005 | Kanada | 3–1 | Česko | Ralph Engelstad Arena, Grand Forks Návštěva: 10,266 |
|               | Kanada |     | Česko |                                                     |

| Souhrn zápasu | Souhrn zápasu                                 | Souhrn zápasu | Souhrn zápasu     | Souhrn zápasu |
| ------------- | --------------------------------------------- | ------------- | ----------------- | ------------- |
|               | Carter 18:38 Dawes 30:02 (PP1) Bergeron 32:34 |               | Olesz 43:36 (SH1) |               |

| 2. ledna 2005 | USA | 2–7 | Rusko | Ralph Engelstad Arena, Grand Forks Návštěva: 9,024 |
|               | USA |     | Rusko |                                                    |

| Souhrn zápasu | Souhrn zápasu                             | Souhrn zápasu | Souhrn zápasu                                                                                             | Souhrn zápasu |
| ------------- | ----------------------------------------- | ------------- | --- | ------------- |
|               | Schremp 8:55 (PP1) O'Sullivan 14:44 (PP1) |               | Lisin 1:58 (PP1) Ovečkin 4:46 (PP1), 57:46 (EN) Širokov 16:01 Malkin 51:03, 58:49 (EN) Junkov 59:59 (PP2) |               |

#### Zápas o 5. místo
| 3. ledna 2005 | Švédsko | 3–4 P | Finsko | Ralph Engelstad Arena, Grand Forks Návštěva: 9,252 |
|               | Švédsko |       | Finsko |                                                    |

| Souhrn zápasu | Souhrn zápasu                              | Souhrn zápasu | Souhrn zápasu                                                | Souhrn zápasu |
| ------------- | ------------------------------------------ | ------------- | ------------------------------------------------------------ | ------------- |
|               | Soderberg 7:12 Bergfors 34:13 (PP1), 52:35 |               | Mantymaa 15:21 Seitsonen 47:08 Nurmi 59:10 Kolehmainen 61:37 |               |

#### Zápas o 3. místo
| 4. ledna 2005 | Česko | 3–2 P | USA | Ralph Engelstad Arena, Grand Forks Návštěva: 8,992 |
|               | Česko |       | USA |                                                    |

| Souhrn zápasu | Souhrn zápasu                             | Souhrn zápasu | Souhrn zápasu                           | Souhrn zápasu |
| ------------- | ----------------------------------------- | ------------- | --------------------------------------- | ------------- |
|               | Polák 3:26 (PP1) Frolík 26:03 Vrána 62:38 |               | Porter 16:16 (PP1) Stafford 33:12 (PP1) |               |

#### Finále
| 4. ledna 2005 | Kanada | 6–1 | Rusko | Ralph Engelstad Arena, Grand Forks Návštěva: 11,862 |
|               | Kanada |     | Rusko |                                                     |

| Souhrn zápasu | Souhrn zápasu                                                                                      | Souhrn zápasu | Souhrn zápasu       | Souhrn zápasu |
| ------------- | -------------------------------------------------------------------------------------------------- | ------------- | ------------------- | ------------- |
|               | Getzlaf 0:51 Syvret 8:00 (PP1) Carter 23:33 Bergeron 27:53 (PP1) Stewart 28:54 Phaneuf 33:19 (PP1) |               | Jemelin 19:28 (PP1) |               |

### Nejproduktivnější hráči
|                     | Z | G | A | B  | TM |
| ------------------- | - | - | - | -- | -- |
| Patrice Bergeron    | 6 | 5 | 8 | 13 | 6  |
| Ryan Getzlaf        | 6 | 3 | 9 | 12 | 8  |
| Alexandr Ovečkin    | 6 | 7 | 4 | 11 | 4  |
| Jeff Carter         | 6 | 7 | 3 | 10 | 6  |
| Rostislav Olesz     | 7 | 7 | 3 | 10 | 12 |
| Jevgenij Malkin     | 6 | 3 | 7 | 10 | 16 |
| Sidney Crosby       | 6 | 6 | 3 | 9  | 4  |
| Drew Stafford       | 7 | 5 | 4 | 9  | 14 |
| Johannes Salmonsson | 6 | 5 | 3 | 8  | 0  |
| Petr Vrána          | 7 | 5 | 3 | 8  | 16 |

### Brankáři
|                    | Min | OG | POG  | %CHS  |
| ------------------ | --- | -- | ---- | ----- |
| Réjean Beauchemin  | 60  | 0  | 0.00 | 1.000 |
| Dimitrij Milchakov | 9   | 0  | 0.00 | 1.000 |
| Vladislav Koutský  | 60  | 1  | 1.00 | .974  |
| Jeff Glass         | 300 | 7  | 1.40 | .922  |
| Marek Schwarz      | 362 | 13 | 2.15 | .925  |
| Jaroslav Halák     | 360 | 13 | 2.17 | .916  |
| Anton Chudobin     | 263 | 12 | 2.73 | .901  |
| Tuukka Rask        | 243 | 12 | 2.96 | .902  |
| Andrej Kuzněcov    | 96  | 5  | 3.11 | .868  |
| Michael Tobler     | 359 | 20 | 3.34 | .880  |

### Ocenění
|                            | Brankář       | Obránce      | Obránce      | Útočníci         | Útočníci         | Útočníci         |
| -------------------------- | ------------- | ------------ | ------------ | ---------------- | ---------------- | ---------------- |
| Ceny direktoriátu IIHF     | Marek Schwarz | Dion Phaneuf | Dion Phaneuf | Alexandr Ovečkin | Alexandr Ovečkin | Alexandr Ovečkin |
| All-Star Tým (podle médií) | Marek Schwarz | Dion Phaneuf | Ryan Suter   | Alexandr Ovečkin | Patrice Bergeron | Jeff Carter      |

#### Nejužitečnější hráč
Patrice Bergeron

## Soupisky
Kanada
Brent Seabrook, Dion Phaneuf, Shawn Belle, Shea Weber, Jeff Carter, Sidney Crosby, Colin Fraser, Anthony Stewart, Stephen Dixon, Ryan Getzlaf,Clarke MacArthur, Mike Richards, Andrew Ladd, Danny Syvret, Jeremy Colliton, Corey Perry, Cam Barker, Nigel Dawes, Braydon Coburn, Jeff Sklo,Réjean Beauchemin, Patrice Bergeron

Trenér: Brent Sutter
  Rusko
Andrej Kuzněcov, Anton Bělov, Grigorij Panin, Dmitrij Vorobjov, Jakov Rylov, Alexandr Ovečkin, Alexandr Galimov, Dmitrij Pestunov, Dmitrij Megalinskij, Georgij Mišarin, Jevgenij Malkin, Grigorij Šafigulin, Alexej Jemelin, Alexandr Nikulin, Alexandr Radulov,Michail Junkov, Denis Ježov, Roman Vološenko, Enver Lisin, Denis Paršin, Sergej Širokov, Anton Chudobin

Trenér: Valerij Bragin
  Česko
Marek Schwarz, Vladislav Koutský, Martin Lojek, Roman Polák, Martin Tůma, Ladislav Šmíd, Bedřich Köhler, Lukáš Bolf, Ondřej Šmach, Zbyněk Hrdel, David Krejčí, Marek Kvapil, Petr Vrána, Michal Gulaši, Lukáš Kašpar, Milan Hluchý, Michal Borovanský,Rostislav Olesz, Michal Polák, Michael Frolík, Jakub Petružálek, Roman Červenka

Trenér: Alois Hadamczik

## Divize I
Divize I byla hrána od 13. prosince do 19. prosince 2004 v Sheffieldu ve Velké Británii (Skupina A) a v Narvě v Estonsku (Skupina B).
Konečné tabulky

### Skupina A
| Tým               | Z | V | P | R | VG | IG | B  |
| ----------------- | - | - | - | - | -- | -- | -- |
| 1. Norsko         | 5 | 5 | 0 | 0 | 29 | 12 | 10 |
| 2. Kazachstán     | 5 | 4 | 1 | 0 | 29 | 15 | 8  |
| 3. Rakousko       | 5 | 3 | 2 | 0 | 12 | 16 | 6  |
| 4. Francie        | 5 | 2 | 3 | 0 | 18 | 19 | 4  |
| 5. Itálie         | 5 | 1 | 4 | 0 | 11 | 16 | 2  |
| 6. Velká Británie | 5 | 0 | 5 | 0 | 8  | 29 | 0  |

Nejproduktivnější hráč: Mathis Olimb,  Norsko (4 góly, 5 asistencí; 9 bodů).

### Skupina B
| Tým          | Z | V | P | R | VG | IG | B |
| ------------ | - | - | - | - | -- | -- | - |
| 1. Lotyšsko  | 5 | 4 | 0 | 1 | 28 | 12 | 9 |
| 2. Slovinsko | 5 | 3 | 2 | 0 | 28 | 12 | 6 |
| 3. Dánsko    | 5 | 3 | 2 | 0 | 22 | 13 | 6 |
| 4. Polsko    | 5 | 2 | 1 | 2 | 15 | 13 | 6 |
| 5. Ukrajina  | 5 | 1 | 3 | 1 | 11 | 19 | 3 |
| 6. Estonsko  | 5 | 0 | 5 | 0 | 6  | 41 | 0 |

Nejproduktivnější hráč: Anže Kopitar,  Slovinsko (10 gólů, 3 asistencí; 13 bodů).
 Norsko a  Lotyšsko postoupily na Mistrovství světa juniorů v ledním hokeji 2006;  Velká Británie a  Estonsko sestoupily do II. divize.

## Divize II
Divize II byla hrána od 3. ledna do 9. ledna 2005 v Bukurešti v Rumunsku (Skupina A) a od 13. prosince do 19. prosince 2004 v Puigcerdě ve Španělsku (Skupina B).

### Skupina A
| Tým                    | Z | V | P | R | VG | IG | B |
| ---------------------- | - | - | - | - | -- | -- | - |
| 1. Japonsko            | 5 | 4 | 0 | 1 | 32 | 4  | 9 |
| 2. Rumunsko            | 5 | 3 | 1 | 1 | 23 | 13 | 7 |
| 3. Nizozemsko          | 5 | 3 | 2 | 0 | 29 | 14 | 6 |
| 4. Čína                | 5 | 3 | 2 | 0 | 16 | 14 | 6 |
| 5. Srbsko a Černá Hora | 5 | 1 | 4 | 0 | 11 | 36 | 2 |
| 6. Litva               | 5 | 0 | 5 | 0 | 5  | 35 | 0 |

### Skupina B
| Tým            | Z | V | P | R | VG | IG | B  |
| -------------- | - | - | - | - | -- | -- | -- |
| 1. Maďarsko    | 5 | 5 | 0 | 0 | 41 | 10 | 10 |
| 2. Jižní Korea | 5 | 4 | 1 | 0 | 46 | 12 | 8  |
| 3. Chorvatsko  | 5 | 3 | 2 | 0 | 27 | 21 | 6  |
| 4. Španělsko   | 5 | 2 | 3 | 0 | 14 | 32 | 4  |
| 5. Austrálie   | 5 | 1 | 4 | 0 | 16 | 40 | 2  |
| 6. Belgie      | 5 | 0 | 5 | 0 | 12 | 41 | 0  |

Nejproduktivnější hráč: Park Woo-Sang,  Jižní Korea (12 gólů, 8 asistencí; 20 bodů).
 Maďarsko a  Japonsko postoupily do I. divize;  Belgie a  Litva sestoupily do III. divize.

## Divize III
Divize III byla hrána od 10. ledna do 16. ledna 2005 v Ciudad de México v Mexiku.

### Týmy
| Tým            | Z | V | P | R | VG | IG | B  |
| -------------- | - | - | - | - | -- | -- | -- |
| 1. Mexiko      | 5 | 5 | 0 | 0 | 37 | 6  | 10 |
| 2. Nový Zéland | 5 | 3 | 1 | 1 | 28 | 15 | 7  |
| 3. Island      | 5 | 3 | 2 | 0 | 30 | 19 | 6  |
| 4. JAR         | 5 | 2 | 2 | 1 | 15 | 24 | 5  |
| 5. Turecko     | 5 | 1 | 4 | 0 | 10 | 27 | 2  |
| 6. Bulharsko   | 5 | 0 | 5 | 0 | 10 | 39 | 0  |

 Mexiko a  Nový Zéland postoupily do II. divize.